# Савино (Износковский район)
Савино — деревня  в Износковском районе Калужской области России. Деревня в сельском поселении  «Деревня Ивановское»

## География
Расположено у реки Воря. Рядом — Захарово.

## Население
| 2002 | 2010 |
| ---- | ---- |
| 191  | ↘145 |

## История
Относилось к Юхновскому уезду Смоленской губернии.